# George Preston Marshall
George Preston Marshall (1896-1969) fut le président, et propriétaire de longue date des Redskins de Washington de la National Football League (NFL), de 1932 à 1969.

## Palmarès
- Championnat NFL de 1937
- Championnat NFL de 1942